# گوزن قرمز کریمه‌ای
گوزن قرمز کریمه (نام علمی: Cervus elaphus brauneri) که همچنین به عنوان گوزن قرمز براونر شناخته می‌شود، زیرگونه‌ای از گوزن قرمز است که بومی شبه‌جزیره کریمه جنوبی است.